# MONET-Teleskop
MONET (MOnitoring NEtwork of Telescopes) ist ein Teleskopprojekt der Universität Göttingen, der University of Texas at Austin und des South African Astronomical Observatory. Es besteht aus zwei baugleichen 1,2-m-Ritchey-Chretien-Teleskopen, von denen das erste im Dezember 2005 am McDonald Observatory in Texas und das zweite im September 2008 am South African Astronomical Observatory bei Sutherland (Südafrika) aufgestellt worden ist.

## Technik
Beide Teleskope, die vollautomatisch über das Internet steuerbar sind, wurden durch Gelder der Alfried Krupp von Bohlen und Halbach-Stiftung finanziert und von der bayrischen Firma Halfmann Teleskoptechnik gebaut. Sie dienen seit 2006 sowohl der wissenschaftlichen Forschung als auch der Ausbildung von Schülern. Durch die beiden Standorte in Texas (Nordhalbkugel) und Südafrika (Südhalbkugel) kann jedes Objekt am Himmel beobachtet werden, durch die unterschiedlichen Längengrade der beiden Standorte können äquatornahe Objekte von beiden Teleskopen nacheinander über einen längeren Zeitraum beobachtet werden. Baugleiche Teleskope minimieren die Kosten für Herstellung und Betrieb.
Die Beobachtungen können sowohl live als auch robotisch durch ein komplexes Programm ferngesteuert werden. Durch die Zeitverschiebung können zum Beispiel deutsche Schüler während normaler Unterrichtsstunden live mit dem Teleskop in Texas beobachten. Der robotische Betrieb ermöglicht die langfristige Überwachung von veränderlichen Objekten, wie Doppelsternen, jungen Sternen und Quasaren und ebenso die schnelle Erfassung von unerwarteten Ereignissen wie Gamma-Ray Bursts und Supernovae. Ein weiteres Feld des Einsatzes sind begleitende Beobachtungen im Zusammenhang mit Beobachtungen an Satellitenteleskopen und bodengebundenen Großteleskopen (zum Beispiel dem 9-m-Hobby-Eberly-Teleskop (HET) in Texas und dem Southern African Large Telescope (SALT)). Dazu muss die Software einen intelligenten Beobachtungsplan (Scheduling) erstellen, gleichzeitig aber auch kurzfristige Änderungen ermöglichen. Vor Ort werden die Teleskope jeweils durch eine Wetterstation überwacht, die bei schlechten Bedingungen die Teleskope automatisch schließt.
Das erste Teleskop MONET/North ist am 28. März 2006 in Texas offiziell übergeben worden („Dedication“) und somit seitdem im Einsatz, das zweite MONET/South hatte im Jahr 2008 sein erstes Licht. Seit 2014 steht in Göttingen auch ein drittes Teleskop (MONET/Central) zur Verfügung.